# تعداد الولايات المتحدة 1990
تعداد الولايات المتحدة 1990 كان التعداد الواحد والعشرون للسكان يجرى في الولايات المتحدة. تم إجراء التعداد في 1 أبريل 1990. تم تقدير العدد الكلي للسكان بحوالي 248,709,873 بزيادة 9.8% عن التعداد السابق في عام 1980.

## وصلات خارجية
- بيانات تاريخية لتعداد سكان الولايات المتحدة